# Hästbergs-Flatnan
Hästbergs-Flatnan är en sjö i Borlänge kommun och Ludvika kommun i Dalarna och ingår i Dalälvens huvudavrinningsområde. Sjön är 21,2 meter djup, har en yta på 0,531 kvadratkilometer och är belägen 258 meter över havet. Sjön avvattnas av vattendraget Tunaån (Flokån).

## Delavrinningsområde
Hästbergs-Flatnan ingår i det delavrinningsområde (669134-146344) som SMHI kallar för Utloppet av Hästbergs-Flatnan. Medelhöjden är 312 meter över havet och ytan är 4,52 kvadratkilometer. Räknas de 4 avrinningsområdena uppströms in blir den ackumulerade arean 27,35 kvadratkilometer. Tunaån (Flokån) som avvattnar avrinningsområdet har biflödesordning 2, vilket innebär att vattnet flödar genom totalt 2 vattendrag innan det når havet efter 261 kilometer. Avrinningsområdet består mestadels av skog (74 procent). Avrinningsområdet har 0,6 kvadratkilometer vattenytor vilket ger det en sjöprocent på 13,3 procent.